# Death Rap
Death Rap – piąty album studyjny studyjny amerykańskiego rapera Necro, wydany 11 września 2007 roku nakładem wytwórni Psycho+Logical-Records. W realizacji albumu wzięli udział Harley Flanagan (były muzyk zespołu Cro-Mags), Brian Fair z Shadows Fall, Adam Jackson z Twelve Tribes, Ray Alder z Fates Warning oraz raperzy Mr. Hyde i Ill Bill. Brzmienie albumu zostało wzbogacone o żywe instrumenty.

## Lista utworów
1. "Creepy Crawl"
2. "No Remorse"
3. "Some Get Back (Revenge)"
4. "Belligerent Gangsters" (feat. Harley Flanagan)
5. "Suffocated to Death by God's Shadow" (feat. Brian Fait, Mark Morton, Mike Smith & Steve DiGiorgio)
6. "Mutilate the Beat"
7. "Keep on Driving"
8. "Technician of Execution"
9. "Keeping it Real" (feat. Adam Jackson)
10. "Exploitation" (feat. Mr. Hyde)
11. "As Deadly as Can Be" (feat. Ill Bill)
12. "Evil Rules" (feat. Scott Ian, Dave Ellefson & Ray Alder)
13. "Forensic Pathology"
14. "Portrait of a Death Rapper"